# Scopula acyma
Scopula acyma là một loài bướm đêm trong họ Geometridae.